# HMS Norsten (M32)
HMS Norsten (M32) var en minsvepare i svenska flottan av typ fiskeminsvepare byggd i trä, avsedd att utbilda besättningar för mobilisering till tjänstgöring ombord på trålare modifierade för minsvepning. Hon levererades 1973 och blev flottans senast byggda träfartyg förutom de s.k. M-båtarna.
1999 köptes fartyget av en privat köpare i Strömstad. För utbildningsändamål har hon bl.a. utrustats med lektionssal, radaranläggningar, radioanläggningar inklusive Inmarsat C (satellit) och kortvåg.
 Efter en tid vid kaj med obestämda planer, så har de ursprungliga planerna som skolfartyg nu förverkligats, och fartyget används sedan 1 oktober 2010 vid Orust Praktiska Gymnasium på Ellös fartygsförlagda del av gymnasiets utbildning i navigation, maskinlära och sjömanskap.Brand
HMS Norsten brann 20/3 2017 vid kaj i Göteborg 